# Dorika aureola
Dorika aureola là một loài bướm đêm trong họ Noctuidae.